# (Pronounced ’Lĕh-’nérd ’Skin-’nérd)
(Pronounced 'Lĕh-'nérd 'Skin-'nérd) — дебютный студийный альбом американской рок-группы Lynyrd Skynyrd, вышедший в 1973 году. Диск стал дважды платиновым 21 июля 1987 года.
Альбом находится на 403-м месте в списке 500 лучших альбомов всех времён по версии журнала Rolling Stone. Также альбом занимал 23-ю позицию в рейтинге «100 лучших рок-альбомов всех времён» по версии журнала Classic Rock на 2001 год.

## Список композиций
| №  | Название            | Автор(ы)                      | Длительность |
| -- | ------------------- | ----------------------------- | ------------ |
| 1. | «I Ain't the One»   | Россингтон, Ван Зант          | 3:53         |
| 2. | «Tuesday's Gone»    | Коллинз, Россингтон, Ван Зант | 7:32         |
| 3. | «Gimme Three Steps» | Коллинз, Ван Зант             | 4:30         |
| 4. | «Simple Man»        | Россингтон, Ван Зант          | 5:57         |

| №  | Название          | Автор(ы)               | Длительность |
| -- | ----------------- | ---------------------- | ------------ |
| 1. | «Things Goin' On» | Россингтон, Ван Зант   | 5:00         |
| 2. | «Mississippi Kid» | Купер, Ван Зант, Бёрнс | 3:56         |
| 3. | «Poison Whiskey»  | Кинг, Ван Зант         | 3:13         |
| 4. | «Free Bird»       | Коллинз, Ван Зант      | 9:18         |

| №   | Название                   | Автор(ы)                      | Длительность |
| --- | -------------------------- | ----------------------------- | ------------ |
| 9.  | «Mr. Banker (demo)»        | Россингтон, Ван Зант, Кинг    | 5:23         |
| 10. | «Down South Jukin' (demo)» | Россингтон, Ван Зант          | 2:57         |
| 11. | «Tuesday's Gone (demo)»    | Россингтон, Коллинз, Ван Зант | 7:56         |
| 12. | «Gimme Three Steps (demo)» | Коллинз, Ван Зант             | 5:20         |
| 13. | «Free Bird (demo)»         | Коллинз, Ван Зант             | 11:09        |

## Участники записи
- Ронни Ван Зант — вокал
- Гари Россингтон[англ.] — соло-гитара, ритм-гитара в «I Ain’t the One»; слайд-гитара в «Free Bird»
- Аллен Коллинз[англ.] — ритм-гитара, соло-гитара в «I Ain’t the One», в «Free Bird»
- Эд Кинг — бас-гитара, соло-гитара в «Mississippi Kid»
- Билли Пауэлл — клавишные
- Боб Бёрнс — ударные
- Леон Вилксон[англ.] — бас-гитара в «Tuesday’s Gone» и «Mississippi Kid»
- Эл Купер — меллотрон, орган, бас в «Tuesday's Gone»; мандолина и большой барабан в «Mississippi Kid»
- Роберт Никс — ударные в «Tuesday’s Gone»
- Бобби Холл[англ.] — перкуссия в «Gimme Three Steps» и «Things Goin' On»
- Стив Катц[англ.] — губная гармоника в «Mississippi Kid»